# Adolf Overweg
Adolf Overweg, född 24 juli 1822 i Hamburg, död 27 september 1852 i Maduari vid Tchadsjön, var en tysk upptäcktsresande.
Overweg studerade naturvetenskap och anslöt sig 1849 tillsammans med Heinrich Barth till James Richardsons expedition från Tripolis genom Centralafrika till Sudan. Från Taghelel i Damergu tog han sin särskilda väg över Maradi, Gober, Zinder och Masjena till Kuka, där han sammanträffande med Barth. Han företog betydelsefulla undersökningar i synnerhet vid och i båt på Tchadsjön. Resultaten publicerades i "Petermanns Mitteilungen" och "Zeitschrift für Erdkunde".